# ميجان وليامز
ميجان وليامز هي كاتِبة كندية، ولدت في 30 يونيو 1984 في فانكوفر في كندا.